# Le Rêve du maître de ballet
Le Rêve du maître de ballet je francouzský němý film z roku 1903. Režisérem je Georges Méliès (1861–1938). Film trvá necelé tři minuty. Ve Spojených státech vyšel pod názvem The Ballet-Master's Dream a ve Spojeném království jako The Dream of the Ballet Master.

## Děj
Film zachycuje baletního mistra, jak před spánkem tančí. Poté, co usne, z jeho snu vyjdou dvě mladé ženy, které začnou v místnosti tancovat. Místnost se následně promění v jeskyni, kde se muž při pohledu na třetí půvabnou tanečnici, kterou chce políbit, probouzí. Tanečnice se však těsně před polibkem přemění v ježibabu, se kterou se začne prát. Na závěr mistr zjistí, že všechno byl jen sen a že ve skutečnosti zápasí s polštáři.